# Жълтокорема иктерия
Жълтокоремата иктерия (Xanthopsar flavus) е вид птица от семейство Трупиалови, единствен представител на род Xanthopsar. Видът е световно застрашен, със статут Уязвим.

## Разпространение и местообитание
Разпространен е в Аржентина, Бразилия, Парагвай и Уругвай.